# Г
Г (minuskule г) je písmeno cyrilice. Ve slovanských azbukách a ve většině neslovanských azbuk se jedná o čtvrté písmeno v pořadí, v čuvašské, itelmenské, kalmycké, kazašské, osetské, tatarské azbuce je Г písmenem pátým, v chantyjské azbuce dokonce písmenem šestým.
V některých jazycích existují varianty písmena Г:
- Ґ - ukrajinština,
- Ѓ - makedonština,
- Ғ - baškirština, chakaština, kazaština, tádžičtina
- Ҕ - abcházština, jakutština. V abcházštině je nahrazováno písmenem Ӷ.
- Ӷ - abcházština, nivchština, středosibiřská jupičtina, ketština (v elektronických ketských textech je občas písmeno nahrazeno složeným znakem Г̡),
- Ӻ - nivchština.

V latince písmenu Г odpovídá písmeno G (podle ruské azbuky) nebo písmeno H (podle běloruské a ukrajinské azbuky). V arménském písmu písmenu Г odpovídá písmeno Գ (գ), resp. písmeno Հ (հ), v gruzínském písmu písmeno გ, resp. písmeno ჰ.
V hlaholici písmenu Г odpovídá písmeno Ⰳ.